# Jamestown (Schotland)
Jamestown (Schots-Gaelisch: Baile Sheumais) is een dorp in de Schotse lieutenancy Ross and Cromarty in het raadsgebied Highland.